# Modalité grégorienne
 (mai 2023).
Le chant grégorien (et dans les derniers siècles appelé faussement plain-chant) se place dans une logique modale. Dans le plain-chant, la modalité s'organise autour de la notion de teneur. Les pièces du répertoire jouent sur une ou plusieurs teneurs élémentaires.
Les modalités du chant grégorien, traditionnellement classées en huit modes par le cadre théorique de l'octoéchos, sont à l'analyse plus variées. D'une part, certaines pièces relèvent de modes primitifs (en la, si ou do). D'autre part, les modes de l'octoéchos regroupent des formules modales variées, qu'il convient de distinguer.
Les logiques modales des pièces grégoriennes superposent généralement deux ou trois teneurs élémentaires, à une tierce (parfois une quarte) d'intervalle. Les teneurs isolées dans une pièce grégorienne sont assez rares dans les antiennes de l'office, et très rares dans les pièces de la messe.

## Notion de «teneur primitive»
La teneur est une note de référence, repos mélodique, par rapport à laquelle se développent d'éventuelles broderies, notamment en psalmodie des formules d'intonation, d'accentuation et de cadence.
Les teneurs « simples » sont doublement primitives. Elles le sont d'une part par leur ancienneté, les pièces les plus anciennes ayant pu être de ces types à teneur unique. Ce sont d'autre part des primitives, à partir desquelles sont progressivement formés les modes composés, par la superposition de deux ou trois teneurs dans une même pièce.
Les teneurs élémentaires qui apparaissent dans le répertoire grégorien peuvent être de cinq (ou six?) types :
- Trois teneurs simples (A, B et C), qui se caractérisent par la position éventuelle d'un demi-ton au-dessus (B) ou au-dessous (C) de la corde modale. Ces teneurs peuvent apparaître de manière isolée, dans les modes primitifs (mode primitif de do, de ré, ou de mi).
- Deux teneurs (B* et C*) de transition, caractérisées par leur position sur une tierce mineure et leur réticence à descendre d'un demi-ton.
- Une teneur de type A* semble de plus nécessaire à l'analyse de certaines pièces.

La désignation de ces teneurs primitives par les lettres A, B et C (au lieu de « modes archaïques de ré, mi et fa ») est préférable : Une même teneur peut se rencontrer sur différents degrés d'une gamme, et inversement, un même degré peut recevoir différentes teneurs (la corde la, par exemple, peut recevoir des teneurs de type A ou B, suivant que le si supérieur est bémol ou non).
Les teneurs B* et C* se rencontrent essentiellement en composition, les pièces où elles apparaissent seules sont exceptionnelles.

## Modes primitifs

### Cellule mère des modes primitifs
La notion de cellule-mère résulte des travaux de Dom Jean Claire dans le domaine de la modalité grégorienne.
En liaison avec leur utilisation dans la psalmodie, ces modes primitifs se caractérisent par la « cellule mère » de l'intonation, qui, partant d'une note d'appui grave, à la tierce ou à la quarte inférieure, met en tension le récitatif sur la teneur. Symétriquement, la relaxation finale tend à se produire sur cette même note d'appui, qui peut donc jouer le rôle de finale.
Le plan de vol typique d'un mode comprend :
- Le « décollage » à partir de la note d'appui, par la formule d'intonation.
- Le « vol de croisière » avec ses ornementations, notamment pour les accents et les cadences.
- L'atterrissage, par une formule de conclusion éventuelle.

Ce sont les éléments de base de la psalmodie.
L'intonation se fait toujours en évitant le demi-ton :
- Pour le mode de do, à la quarte (sol la do).
- Pour le mode de ré, à la quarte (la do ré).
- Pour le mode de mi, à la tierce (do ré mi).

### Mode primitif enré(teneur A)
Cette teneur se caractérise par l'absence de demi-ton inférieur ou supérieur.
Sa note d'appui est à la quarte inférieure.
Suivant les transpositions, ce mode peut se rencontrer sur des teneurs en ré (avec note d'appui sur la), en sol (avec note d'appuis sur ré), ou éventuellement en la (avec note d'appui sur mi, le si étant bécarre).
Ses formules peuvent théoriquement se transposer à des teneurs en do (avec note d'appui sur sol, le si étant bémol), mais ce n'est pas la notation naturelle, car les teneurs en do suivent normalement un mode C.
Les modulations autour de la teneur se situent donc dans un intervalle de tierce majeure. Cet intervalle est bordé de part et d'autre par deux tierces mineures, qui font office de frontière naturelle. La note tombant dans cette tierce mineure est faible, parfois mobile dans une même pièce. Cependant, quand les modulations font référence à la teneur, elles ne s'écartent que d'une tierce mineure de la corde, ce qui justifie une notation typique en ré.
Les modulations plus large de part et d'autre de la teneur se font normalement à la tierce mineure, ce qui correspond à une transcription par une teneur en ré. Suivant l'entourage acoustique, la modulation peut cependant se faire par une tierce majeure, côté supérieur (teneur en sol) ou inférieur (teneur en la).
On peut identifier quelques pièces très ornée en mode de type A sans teneur secondaire, dans le répertoire de la Messe. Citons par exemple la communion Primum quaerite (xiv D.P.P.)  ainsi que l'Alléluia Eripe me (ix° D.P.P.) ou le Répons Emendemus in melius (Mercredi des cendres).

### Mode primitif enmi(Teneur B)
Cette teneur se caractérise par la présence d'un demi-ton au-dessus de la note de référence.
Sa note d'appui est située à la tierce majeure inférieure.
Suivant les transpositions, on peut le trouver avec une teneur en mi (avec note d'appui sur do), ou une teneur en si (avec note d'appui sur sol). On peut également rencontrer ses formules sur une teneur en la (avec note d'appui sur fa, le si étant bémol), mais cette notation n'est en principe pas canonique.
Les modulations mélodiques se font sur un ton inférieur, et un demi-ton supérieur. Le demi-ton accentue la difficulté de la modulation ascendante, et donc son caractère de tension et de résistance.
Quand la note d'appui développe ses propres modulations en médiane, et que la teneur B se transforme en dominante, le mode B peut conduire, suivant la position du demi-ton dans la tierce inférieure :
- À la paire A-B (sol si) puis à des formules triples en mi mineur, typiquement accompagnées par des formules type du troisième mode ;
- Ou à la paire C-B (fa la) puis à des formules triples en ré mineur, typiquement accompagnées par des formules type du premier mode.

Le mode B est souvent peu visible, car la teneur est instable. Dans son état normal, elle a tendance à tomber d'un ton après les accents, comme si la teneur elle-même était déjà un état de tension (ex: Ps 66:2) :
Quand il passe dans son état excité, le mode B* tend au contraire à monter d'un demi-ton, pour s'orner autour du C immédiatement supérieur. Le B* ne se distingue souvent d'un mode C normal que par son intonation, et par sa finale qui revient sur la teneur B, avec réticence.
En dehors du mode primitif en mi, ce mode apparaît donc très rarement dans les compositions bi- ou poly-modales.
Il n'y a guère d'exemple de mode en mi sans teneur secondaire dans le répertoire de la Messe.

### Mode primitif endo(Teneur C)
Cette teneur se caractérise par sa situation au-dessus d’un demi-ton.
Sa note d'appui est située à la tierce mineure inférieure.
Suivant les transpositions, on peut trouver ce mode transcrit par une teneur en do (avec note d'appui sur la), ou en fa (avec note d'appui sur ré).
Dans ce mode, les deux modulations correspondent à une tension, la modulation supérieure parce qu'elle monte, et la modulation inférieure parce qu'elle est d'un demi-ton. De ce fait, ce mode présente la singularité de marquer fréquemment les accents des mots par la descente au demi-ton, et non par une montée. Inversement, la cadence sur le demi ton inférieur n'apparaît pas conclusive, mais plutôt suspensive.
Le mode C introduit volontiers des séquences d'attente à la note supérieure. Il passe facilement à la tierce majeure supérieure, dont il joue le rôle de note d'appui. Ces montées peuvent déboucher sur des pièces bi modales, de type C-B ou C-A
La cadence au demi-ton supérieure n'étant pas conclusive, sa finale tombe soit sur la teneur elle-même (finale en fa, ce qui conduit à l'associer à des formules types du 5e ou 6e mode), soit sur la tierce inférieure (finale en ré).
Exemple : Ps 51 : 19
Exemple Ps. 36:5
Autre exemple, avec montée anticipée préparatoire à l'accentuation :
On rencontre quelques exemples de modes en do sans teneur secondaire dans le répertoire de la Messe, pratiquement toujours du sixième mode : Les Introïts Cantate Domino (iv° DP) et Omnes gentes plaudite (vii° D.P.P.), les offertoires Domine convertere (ii° D.P.P.) etDomine in auxilium meum (xvi° D.P.P.), les communions In splendoribus (Noël), Pascha nostrum (Pâques), Mitte manum (Dimanche in albis). La communion Revelabitur (Vigile de Noël) est exceptionnellement du premier mode, la candence finale étant tombée au ré.

## Teneurs instables

### Teneur B* (si/mi)
Musicalement, ce mode joue sur la tension introduite par le demi-ton explicite entre la teneur B (si) et une teneur secondaire (teneur d'attente) située un demi ton au-dessus (do). L'intonation fait rapidement sonner le do, et par contraste, fait apparaître le si comme une teneur refoulée ou frustrée. Le do joue alors à la fois le rôle de note de détente pour le si (cadence), mais également de note d'accent (tension).
Ce mode est en déséquilibre permanent, fondamentalement instable, n'ayant pas de note de repos. Chacune des deux teneurs apparaît comme une variation de l'autre, le si comme une variation inférieure du do, et ce dernier comme une variation supérieure du si.
Ce jeu ambigu est instable. Il alterne facilement avec des passages où la teneur est de type purement B, ou avec d'autres ou elle est au contraire passée sur un mode C*.
Spirituellement, ce mode traduit bien l'insatisfaction fondamentale de l'élan mystique. Le si correspond à « la vie dans ce monde », et le do représente « la vie spirituelle ». L'envol sur la corde do apparaît comme une libération, mais cette teneur secondaire n'appartient pas réellement au mode B. La retombée sur la corde si semble douloureuse, hésitante, mais nécessaire, et la finale laisse un sentiment d'amertume et d'inachèvement.
Les pièces de cette modalité ont normalement leur finale en mi. Cette finale inachevée peut se trouver parfois « résolue » par une descente d'un ton, sur une finale en ré.
Historiquement, le mode B* tend à être instable, et à migrer au fil des siècles vers le mode C*. La note sensible monte donc au demi-ton supérieur (mi migrant vers fa, ou si migrant vers do).
Un signe caractéristique d'une telle migration est la présence de podatus d'accent en demi-ton inférieur sur des récitatifs de type psalmodique en do ou en fa. Cette anomalie justifie à elle seule de diagnostiquer un mode B* pour la pièce (sachant que le podatus inversé existe en mode C...).
Cet exemple (Ps 14:1) est assez typique d'un mode de type B*, la teneur étant ici notée par un mi. L'intonation sur « Habitabit » introduit bien des variations de part et d'autre de la teneur, mais celle-ci est comme instable : dès qu'elle est touchée par la mélodie, c'est pour la renvoyer vers le grave ou l'aigu. Dans le premier segment, la teneur tombe constamment en cadence sur le ré. Inversement, le deuxième segment « in monte sancto tuo » est typique d'un évitement de cette corde modale, attente sur le demi-ton supérieur qui ne se résout sur la teneur qu'à la dernière syllabe.
Le deuxième exemple (Ps 41:3) est d'une dynamique plus ample, mais reste dans le type modal B* sur le mi. Les broderies supérieures n'ont pas de caractère nettement modal (broderies de type D sur le sol?), mais s'apparentent plutôt à des broderies s'appuyant sur la quarte supérieures.
L'exemple ci-dessus (Ps 35:6) est assez typique de l'évitement de la mélodie par rapport au si. Le si ne se repère sans ambigüité comme corde modale que par la cadence qu'il reçoit en fin d'incise avec « caelo » : une telle cadence ne permet pas d'interpréter la corde do comme modale.
Les modes B* isolés tendent à être rares, surtout dans le répertoire orné de la Messe, mais on trouve néanmoins comme Introït le fameux Reminescere (ii° D.Q.) et In voluntate (xxi° D.P.P.) dont les mi sont montés au fa dans l'édition vaticane, les offertoires Tui sunt caeli (Noël), qui a conservé ses mi, et Perfice gressus meos (Sexagésime) qui a perdu les siens.

### Teneur C* (fa/do)
De même que la teneur C de base, cette teneur peut être transcrit comme ici par une teneur en do (avec appui sur sol), ou également par une teneur en fa (avec appui sur do). La zone sensible du pien est située immédiatement sous la teneur, mais son demi ton n'est pas explicité. Sa cellule mère contourne la tierce mineure, en partant de la quarte inférieure.
Plus encore que le mode B*, le C* est rarissime en mode isolé. On ne le rencontre guère que dans des modes composés, le plus souvent dans le Graduel.
La caractéristique de ce mode est le non-dit : Les modulations inférieures sont soit absentes, soit effectuées sur la tierce mineure. On y retrouve fréquemment des oscillations caractéristiques rapides entre do et la.
De même, la teneur au-dessus du demi ton (do) reçoit très souvent des notes répercutées (Distropha ou Tristropha) qui sont presque caractéristiques de ce mode. La répercussion de ces formules neumatiques donne autant d'attaques qu'il y a de notes : entre chaque attaque, la voix peut chuter en intensité, mais également en hauteur. Ces notes répercutées fonctionnent donc un peu comme un trille lent au demi-ton inférieur, qui suggère sans l'affirmer le demi-ton implicite manquant dans l'intervalle. (Des variantes d'écriture l'explicitent parfois par un cephalicus final.)
Ce mode C* est surtout caractérisé par sa préoccupation de ne pas évoquer directement le demi-ton inférieur. Cette préoccupation peut se détendre en un mode C, qui banalise le demi-ton dans le sens d'une meilleure fluidité dans les transitions entre la et do. Elle peut se résoudre au contraire en un mode B*, qui accepte le demi-ton comme cadence suspensive explicite et teneur secondaire.
Le mode C* (transcrit sur fa) reçoit facilement des intonations de type ré fa la, qui placent directement la mélodie sur la borne supérieure du mode.
L'exemple ci-dessus est un mode mixte. Dans ces deux incises on y reconnaît bien finalement une base de type A sur la corde sol. Les initiales, en revanche, sont nettement posées sur le do, qui joue le rôle d'une corde modale de type C, mais la broderie au demi-ton inférieur est systématiquement évitée. Quand le si naturel finit par apparaître, sur « recto », il amorce la descente sur le sol, et appartient donc déjà à la teneur A inférieure. La « version courte » de l'antienne (Ps 72:1a) suit la même structure, de manière encore plus simple :
Il n'y a pas de mode C* isolé nettement identifiable dans le répertoire courant de la Messe.

### Teneur A*

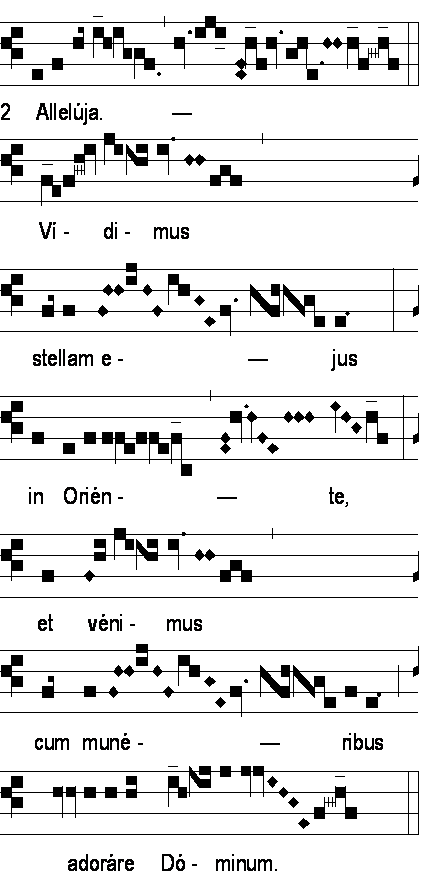
Alleluia Vidimus stellam ejus de l’Épiphanie.

Pour être complet, une teneur que l'on peut baptiser A* peut se deviner dans l'analyse de certaines pièces ornées. Il s'agit formellement d'une base de type A présentant des oscillations à la tierce supérieure, suivant le même vocabulaire ornemental qu'une modalité à deux teneurs de type AC*.
Ce type A* isolé se rencontre pas nettement, mais l'offertoire Exaltabo te Domine (Mercredi des cendres) se rapprocherait de ce type.
L'anomalie modale que représente ce type se manifeste plus dans la famille d'Alléluias du type Dominus regnavit (Noël, messe de l'aurore), et surtout Dies sanctificatus (Noël) dont le timbre est une mélodie-type assez fréquente. Ces pièces jouent sur la quarte ré-sol, qui forment deux teneurs de type A, mais la formule de base AqA est complétée par une corde fa extrêmement présente par des développements de type C* en relation avec le ré de base, l'ensemble formant comme un mélange de mode AC* et AqA (voire par moments B*A dans la tierce supérieure).
L'exemple ci-contre (Alleluia Vidimus stellam ejus de l’Épiphanie) illustre bien la situation : la teneur inférieure sur le ré (de type A) est clairement marquée dès le départ. Le rôle du sol est clairement celui d'une note de repos : dans le premier segment, c'est sur le sol que se fait l'appui long du premier Alleluia, et le mélisme passe ensuite du sol au mi sans marquer le fa, montrant clairement que ce dernier dans ce contexte n'est pas une teneur. Au début du second segment, le torculus dont la finale sur sol est marquée comme un appui long est clairement un repos, qui ne peut pas se rapporter à une teneur sur un fa. Dans le verset, l'ornementation sur vidimus et sur venimus dénotent clairement une teneur sur le sol (de type A). Mais après la virga isolée sur le fa du début du second segment (qui marque nécessairement un appui fort) la fin du premier mélisme insiste sur le fa en suivant le vocabulaire d'une teneur en C*, bien marqué par ses strophicus, ses répétitions sur fa (marquées comme des appuis longs) et ses oscillations entre ré et fa. De même, les mélismes développés sur ejus et oriente jouent sur le fa, sans référence particulière au sol pourtant identifiable par ailleurs comme teneur.
Ce type est marginal dans le répertoire grégorien. Il est difficile de savoir s'il s'agit réellement d'une teneur A* à part entière, de l'évolution d'une modalité plus complexe, ou de l'effet de la centonisation mêlant des répertoires AqA et AC*.
- La corde du fa est manifestement très présente, mais elle manque d'autonomie. Quand elle apparaît, son rôle est plus mélodique que structurel, soit qu'elle se pose en note d'attente vers le ré ou le sol, soit qu'elle joue le rôle d'une ornement du ré à la tierce supérieure. Dans un cas comme dans l'autre, sa position ne lui permet pas de s'imposer à l'évidence comme une teneur de type C* à part entière.
- La superposition de trois teneurs dans une même quarte serait très atypique dans un tableau d'ensemble du répertoire grégorien où les cordes modales sont toujours séparées par une tierce ou une quarte.
- Il n'y a pas de raison de supposer que la centonisation aurait limité ses effets aux pièces de ce type A*qA, épargnant les autres pièces du répertoire où deux teneurs se trouvent distantes d'une quarte.

Par cohérence avec le reste de l'analyse de la modalité grégorienne, il paraît prudent de ne pas donner à la corde fa le qualificatif de teneur (de type C*), mais de considérer que ce vocabulaire d'ornementation est dans ce cas une ornementation du ré à la tierce supérieure, noté A* pour rappeler sa similarité avec le vocabulaire du type C*. Le type modal de l'Alleluia Vidimus stellam ejus peut alors simplement s'analyser comme A*qA : une corde ré (de type A), ornée à la tierce supérieure (fa) par des ornements de type C*, et une teneur à la quarte sol de type A.
Les modes à deux teneurs de type AC*, assez fréquents dans le deuxième mode, peuvent éventuellement s'analyser comme une teneur de type A*, à titre de comparaison. On trouvera comme pièce de ce type l'offertoire Tollite portas (Vigile de Noël), Deus, Deus meus (2e D.P.), In te speravi (iv° D.P.P) et peut-être le Trait Qui habitat (1er D.Q.).

## Superposition des teneurs

### Évolutions modales
Historiquement, les modes archaïques du répertoire primitif du plain-chant ont évolué suivant deux mécanismes : la descente de la finale sur une corde d'appui inférieure de la cellule-mère, ou la montée de tout ou partie du récitatif sur une corde d'appui supérieure. Dans les deux cas, la stabilisation de la mélodie sur les cordes d'appui et les broderies mélodiques autour de cette corde lui donnent un caractère de teneur, faisant ainsi évoluer la modalité vers des types à deux (ou trois) teneurs.
Il est difficile de déterminer si ces montées ou descentes reflètent l'évolution historique de pièces particulières. En revanche, la maturation du type modal et la continuité entre les types primitifs et les modes à plusieurs teneurs se lisent nettement dans le répertoire grégorien.
Les montées et descentes de teneurs se sont majoritairement faites par tierce ou par quarte. En effet, l'installation d'une deuxième teneur récitative à un seul ton de distance d'une autre serait instable, l'écart d'un ton étant toujours interprété comme un écart par rapport à la teneur d'origine, qui demande une résolution.
Les écarts d'une quinte que l'on peut trouver dans le répertoire actuel peuvent s'interpréter comme l'effet d'une montée et d'une descente simultanées par rapport à une médiane (modes à trois teneurs), ou comme la montée ou la descente directe d'une quinte. Dans la mesure où le type modal à trois teneurs est toujours existant, et que le répertoire authente est homogène, il n'y a pas de raison de supposer l'existence d'un type modal où la médiane serait par nature exclue.

### Modes bipolaires
Les modes bipolaires se structurent autour de deux teneurs séparées par une tierce (ou éventuellement une quarte). Ils se forment à partir des modes primitifs de type A, B ou C, en transformant en teneur la note d'appui inférieure ou supérieure.
Voici par exemple dans une mélodie-type d'antienne (ici, Ps 46:6), la superposition de deux teneurs de type A, l'une sur le ré, l'autre sur le la (donc, à une quarte d'intervalle).
On retrouve bien l'intonation initiale à la quarte par rapport au ré, corde modale nettement affirmée dans la première incise, qui cède la place au la dans la seconde incise.
Il n'y a que quelques combinaisons possibles de modes bipolaires dans le répertoire grégorien. Ces modes bipolaires sont toujours des modes « pairs », c’est-à-dire plagaux.
| AC  | Mode C à la tierce d'un mode A      | Deuxième mode (normal)                    |
| AqA | Deux modes A séparés par une quarte | Deuxième mode (Protus-quarte atypique)    |
| BqB | Deux modes B séparés par une quarte | Quatrième mode (normal)                   |
| BA  | Mode A à la tierce d'un mode B      | Quatrième mode (Detérus-tierce atypique)  |
| CB  | Mode A à la tierce d'un mode C      | Sixième mode                              |
| AqC | Mode C à la quarte d'un mode A      | Huitième mode (normal)                    |
| AB  | Mode B à la tierce d'un mode A      | Huitième mode (Tétrardus-tierce atypique) |

Toutes les 2x3x3=18 combinaisons de deux modes séparés par une tierce ou une quarte ne sont pas possibles. Les combinaisons absentes du répertoire reflètent des contraintes musicales simples :
- Il y a toujours une note de la gamme à la quinte et à la quarte d'une teneur (ce qui interdit des combinaisons du type AA ou BB).
- Quand une teneur est bordée d'un côté par une tierce majeure, l'autre côté est de préférence un demi-ton (ce qui exclut la quarte augmentée dans les broderies). Autrement dit, quand la corde la sert de teneur supérieure, ses broderies supérieures se font toujours au demi-ton supérieur, sur un si bémol, ce qui en fait une teneur de type B. On trouve de rares pièces qui peuvent passer pour un type BqA dans le répertoire, où le si est systématiquement bécarre : Communion Exsulta filia Sion (Noël, aurore), Alléluia Dextera Dei (iv° D.P.) ; mais ces si bécarre sont en relation avec une montée au do, ce qui les rattache au type BqBC (où le si est variable).
- L'exclusion du mode théorique CqC=do-fa vient (probablement) de l'effet de quarte augmentée entre le fa et le si  (sensible caractéristique du mode C inférieur). La base naturelle à la quarte d'un mode C est un mode de type A, le mode stable correspondant serait alors de type AqC. Le répertoire grégorien connaît par ailleurs des quartes augmentées (structures de type BAC dans le septième mode), mais dans des structures symétriques beaucoup plus stables. Cependant, une pièce comme l'offertoire Dextera Domini (Jeudi Saint) pourrait se rattacher à ce type.

Le mode AC=la-do joue un rôle particulier. C'est lui qui entraîne une position variable du si dans de nombreuses pièces : La corde la étant de type A, les broderies supérieures se font sur un si bémol, la corde do étant de type C, ses broderies inférieures se font sur un si bécarre. En revanche, ce mode n'apparaît que dans des compositions plus complexes, pratiquement jamais en tant que mode bipolaire simple. On peut citer comme exceptions atypiques les graduels Tecum principium (Noël, minuit), les graduels du type « Requiem » (Messe des morts), ainsi que la communion Ultimo festicitatis (Vig. Pentecôte).

### Modes à trois teneurs
Les combinaisons de modes simples, ajoutées à la paire B-C qui n'existe pas comme mode simple autonome, conduisent théoriquement à huit modes à trois teneurs, dont seulement six sont réalisables. Ce sont toujours des modes « impairs », authente.
Dans ces modes « à trois teneurs », il est rare que la corde inférieure développe des variations mélodiques complètes, à la fois inférieures et supérieures. Le plus souvent, ces variations sont réduites au côté supérieur, ce qui apparente la corde à une simple corde d'appui au grave, non à une teneur au sens plein du terme. Ces modes peuvent donc s'analyser de manière équivalente comme des modes (éventuellement) bipolaires, pour lesquels la note d'appui inférieure se situe à la quinte de la teneur supérieure. Cette approche n'entraîne guère de différence dans l'analyse des modes.
| ACB | Type ré - fa - la (avec si bémol) | Premier mode                   |
| BAB | Type mi - sol - si                | Troisième mode                 |
| CBC | Type fa - la - do                 | Cinquième mode                 |
| BCB | Type la - do - mi                 | Partie haute du cinquième mode |
| ABA | Type sol - si - ré                | Septième mode                  |
| BAC | Type si - ré - fa                 | Partie haute du septième mode  |

Il faut rajouter à cette série le type théorique CAC (fa-la-do), extension vers le grave du deuxième mode AC (mode dit « 2B »), mais dont les finales restent sur la médiane.
Base, médiane et dominante
Ces modes se caractérisent par des accords de trois notes, à une tierce d'intervalle, et non plus sur une teneur unique. Musicalement, la philosophie de leur accompagnement n'est plus celle d'un bourdon de cornemuse, mais celle d'un accord d'orgue.
L'ossature de ces modes s'articule autour de trois notes :
- Une base sert souvent de finale et donne alors son nom à la tonalité.
- Une dominante, située à la quinte de la base, et donne son caractère authente au mode.
- Une médiane qui peut être à la tierce majeure ou mineure de la base.

D'autre part, ces modes se caractérisent par une verticalité beaucoup plus marquée que les modes primitifs. Leur composition s'inscrit dans un cadre où une théorie de la gamme a été faite. Les teneurs sont situées absolument par rapport à cette gamme, et non plus simplement les unes par rapport aux autres. Cet élan vertical est l'équivalent musical du passage entre l'art roman et la verticalité gothique. Ces modes restent grégorien, en ce que tonique, médiane et dominante continuent à recevoir des développements de teneurs de type A, B ou C.
Des sauts directs à la quarte ou à la quinte sont possibles, notamment dans la composition des intonations ou des reprises, alors que de tels écarts sont pratiquement inconnus des modes plus primitifs, qui ne progressent que par proximité.
D'autre part, la mélodie fait souvent jouer des accords de trois notes en succession rapide, avec la présence éventuelle d'une ou deux notes intercalaires. Ces accords plaqués sur la mélodies sont joués en montée aux intonations et reprises, et en descente aux cadences. Les trois notes sont généralement celles de l'accord d'accompagnement (base, tonique et dominante).
Il peut également s'agir de notes d'ornementation, par exemple d'une reprise do mi sol dans un contexte où la teneur est ré. Cette manière impertinente de sauter par-dessus une teneur sans la saluer longuement au passage, ni même la mentionner, est très caractéristique de ces tonalités modernes.
Cet exemple (Ps 8:2) est typique du premier mode : une superposition des teneurs A, C et B (formule ACB). L'intonation est typique de ce mode, ainsi que le phrasé qui retombe entre une teneur en la (premier et deuxième segment), puis en fa (troisième segment), pour revenir se poser sur le ré.